# روب جونسون
روب جونسون (بالإنجليزية: Rob Johnson)‏ (ولد في 22 فبراير 1962) بيدفورد المملكة المتحدة هو لاعب كرة قدم بريطاني يلعب كمدافع.